# Micromorphus limosorum
Micromorphus limosorum är en tvåvingeart som först beskrevs av Vaillant 1953.  Micromorphus limosorum ingår i släktet Micromorphus och familjen styltflugor. Inga underarter finns listade i Catalogue of Life.